# IC 2865
IC 2865 је појединачна звијезда у сазвјежђу Лав која се налази на листи објеката дубоког неба у Индекс каталогу.
Деклинација објекта је + 9° 6' 55" а ректасцензија 11h 28m 59,7s.